# Stenocarsia
Stenocarsia là một chi bướm đêm thuộc họ Erebidae.

## Loài
- Stenocarsia metaplatys Hampson, 1926
- Stenocarsia sthenoptera Swinhoe, 1895